# Милун Зоговић
Милун Зоговић (Беране, 5. јануар 1979) јесте српски правник и политичар из Црне Горе.
Од 23. јула 2024. године обавља дужност потпредседника Владе Црне Горе за инфраструктуру и регионални развој.

## Биографија
Братство Зоговића је познато у Црној Гори по бројним знаменитим личностима, посебно истакнутим у партизанском покрету у Другом свјетском рату и српском народу.
Завршио је Правни факултет.
Члан је Демократске народне партије. Посланик је у Народној скупштини од 2020. године. Замјеник је члана Сталне делегације при парламентарној димензији Централноевропске иницијативе (ЦЕИ ПД).
Он се истакао се у протестима против контроверзног Закона о слободи вјероисповјести, због чега је био и хапшен.
За потпредседник Владе Црне Горе за инфраструктуру и регионални развој изабрана је 23. јула 2024. године.